# Kootenay Ice
A Kootenay Ice kanadai jégkorongcsapat. Az Western Hockey League a Középső Divíziójában játszanak. A klub hazai mérkőzéseiket a Cranbrook Recreational Complex stadionban játsszák.